# USS Fitzgerald (DDG–62)
A USS Fitzgerald (DDG–62) az Egyesült Államok Haditengerészetének Arleigh Burke osztályú rakétás rombolója. Építését 1993-ban kezdték, 1994-ben bocsátották vízre és 1995 októberében állították szolgálatba. Honi kikötője korábban a kaliforniai San Diego volt. Napjainkban a 15. romboló flottilla részeként Japánban, Jokoszukában állomásozik.

## Balesete
A USS Fitzgerald 2017. június 17-én éjszaka a japán partok közelében a fülöp-szigeteki zászló alatt hajózó 26 ezer tonnás ACX Crystal konténerszállító hajóval ütközött. A baleset következtében a romboló jelentős sérülést szenvedett, a hajótér egy részét elöntötte a víz és a hajtóműve is megsérült. A hajó személyzetének hét tagja a vízzel elárasztott részen életét vesztette.